# Сельское поселение Верхневарженское
Сельское поселение Верхневарженское — упразднённое муниципальное образование в Великоустюгском округе Вологодской области. В рамках организации местного самоуправления Великоустюгский район преобразован в муниципальный округ, в связи с чем все сельские поселения округа упразднены и разделяются на территориальные отделы.
Административный центр — деревня Мякинницыно. Оценка фактически проживающего населения на 2023 год — 116 человек.

## География
Расположено в 18 км от центра соседнего сельского поселения Усть-Алексеева, в 70 км от районного центра Великого Устюга.

## Населённые пункты
С 2020 года в состав поселения входят 14 населённых пунктов, все — деревни, из них 7 нежилых.
В 2020 году были упразднены деревни Верхнее Чистяково, Нижнее Чистяково, Пасная, Соболево.
Фактическое население населённых пунктов Верхневарженского территориального отдела на 2023 год можно узнать на сайте администрации Великоустюгского округа.
| Населённый пункт          | ОКАТО          | Рег. номер | Расстояние до районного центра, км | Расстояние до центра поселения, км | Координаты                      |
| ------------------------- | -------------- | ---------- | ---------------------------------- | ---------------------------------- | ------------------------------- |
| деревня Андроново         | 19 214 804 002 | 905        | 71                                 | 1                                  | 60°20′05″ с. ш. 46°39′42″ в. д. |
| деревня Антушево          | 19 214 804 003 | 906        | 66                                 | 5                                  | 60°21′34″ с. ш. 46°35′00″ в. д. |
| деревня Большое Ворошнино | 19 214 804 004 | 907        | 73                                 | 3                                  | 60°19′20″ с. ш. 46°40′16″ в. д. |
| деревня Макарово          | 19 214 804 006 | 909        | 69                                 | 3                                  | 60°21′28″ с. ш. 46°38′19″ в. д. |
| деревня Малиново          | 19 214 804 007 | 910        | 70                                 | 5                                  | 60°22′14″ с. ш. 46°36′36″ в. д. |
| деревня Марилово          | 19 214 804 008 | 911        | 71,5                               | 1,5                                | 60°19′49″ с. ш. 46°39′50″ в. д. |
| деревня Минино            | 19 214 804 009 | 912        | 65                                 | 6                                  | 60°22′20″ с. ш. 46°34′40″ в. д. |
| деревня Митихино          | 19 214 804 010 | 913        | 72                                 | 2                                  | 60°21′06″ с. ш. 46°39′01″ в. д. |
| деревня Мякинницыно       | 19 214 804 001 | 904        | 70                                 | -                                  | 60°20′05″ с. ш. 46°38′38″ в. д. |
| деревня Насоново          | 19 214 804 011 | 914        | 68                                 | 3                                  | 60°20′43″ с. ш. 46°35′12″ в. д. |
| деревня Нижнее Займище    | 19 214 804 012 | 915        | 76                                 | 6                                  | 60°17′53″ с. ш. 46°40′53″ в. д. |
| деревня Старина           | 19 214 804 016 | 919        | 65                                 | 6                                  | 60°21′54″ с. ш. 46°34′02″ в. д. |
| деревня Стрюково          | 19 214 804 017 | 920        | 69                                 | 4                                  | 60°21′53″ с. ш. 46°37′32″ в. д. |
| деревня Удачино           | 19 214 804 018 | 921        | 68                                 | 3                                  | 60°21′12″ с. ш. 46°36′55″ в. д. |

Упразднённые
| Населённый пункт          | ОКАТО          | Рег. номер | Расстояние до районного центра, км | Расстояние до центра поселения, км | Координаты                      |
| ------------------------- | -------------- | ---------- | ---------------------------------- | ---------------------------------- | ------------------------------- |
| деревня Верхнее Чистяково | 19 214 804 005 | 908        | 77                                 | 7                                  | 60°17′05″ с. ш. 46°42′53″ в. д. |
| деревня Нижнее Чистяково  | 19 214 804 013 | 916        | 75                                 | 5                                  | 60°17′54″ с. ш. 46°42′17″ в. д. |
| деревня Пасная            | 19 214 804 014 | 917        | 74                                 | 4                                  | 60°18′30″ с. ш. 46°41′04″ в. д. |
| деревня Соболево          | 19 214 804 015 | 918        | 67                                 | 5                                  | 60°21′30″ с. ш. 46°34′20″ в. д. |

Состав сельского поселения на 2010 год:
| №         | Населённый пункт  | Тип населённого пункта          | Население |
| --------- | ----------------- | ------------------------------- | --------- |
| 1         | Андроново         | деревня                         | 16        |
| 2         | Антушево          | деревня                         | 0         |
| 3         | Большое Ворошнино | деревня                         | 4         |
| 3.000001  | Верхнее Чистяково | деревня                         | 0         |
| 4         | Макарово          | деревня                         | 0         |
| 5         | Малиново          | деревня                         | 4         |
| 6         | Марилово          | деревня                         | 16        |
| 7         | Минино            | деревня                         | 0         |
| 8         | Митихино          | деревня                         | 0         |
| 9         | Мякинницыно       | деревня, административный центр | 185       |
| 10        | Насоново          | деревня                         | 0         |
| 11        | Нижнее Займище    | деревня                         | 0         |
| 11.000002 | Нижнее Чистяково  | деревня                         | 0         |
| 11.000003 | Пасная            | деревня                         | 0         |
| 11.000004 | Соболево          | деревня                         | 0         |
| 12        | Старина           | деревня                         | 5         |
| 13        | Стрюково          | деревня                         | 23        |
| 14        | Удачино           | деревня                         | ↘15       |

## История
Название местности — Верхняя Варжа — происходит от реки Варжа, которая берёт начало в Варженском болоте.
Известно, что еще в 1637 году в деревне Удачино существовала деревянная церковь. По преданию, из неё чудесным образом неоднократно переносилась в деревню Кузьминская икона Святителя Николая Чудотворца. Икону находили в мякине, поэтому церковь, которую построили в Кузьминской, получила имя Николы Мякинного, а сама деревня была переименована в Мякинницыно. В 1785 году в Мякинницыно была построена каменная церковь.
6 мая 1924 года был образован Верхневарженский сельсовет, тогда в него входили 24 деревни, в которых жило более 1000 человек. 1 января 2006 года в соответствии с Федеральным законом № 131 «Об общих принципах организации местного самоуправления в Российской Федерации» Верхневарженский сельсовет был преобразован в Верхневарженское сельское поселение.

## Население
| 2011 | 2012 | 2013 | 2014 | 2015 | 2016 | 2017 | 2018 | 2019 |
| ---- | ---- | ---- | ---- | ---- | ---- | ---- | ---- | ---- |
| 266  | ↘245 | ↘224 | ↘207 | ↘202 | ↘196 | ↘189 | ↘177 | ↘168 |
| 2020 | 2021 |      |      |      |      |      |      |      |
| ↘164 | ↘144 |      |      |      |      |      |      |      |

## Экономика
В 1930-х годах на территории Верхневарженского сельсовета было десять небольших колхозов, в 1959 году был образован единых колхоз «Родина».
В 1960 году было проведено радио. В 1967 году началась электрификация, в 1978 году телефонизация. В 1978 году была построена водонапорная башня, в 1980 году в Мякинницыно начали проводить водопровод. С 1974 года началось использование газовых баллонов.
В Верхневарженском сельском поселении работают 2 сельхозпредприятия, почтовое отделение, два магазина, с 1920 года существует фельдшерско-акушерский пункт, с 1954 года — библиотека, с 1969 года — Дом культуры, с 1976 года — детский сад и школа.
Среди местных жителей есть сапожники, столяры, плотники, портные, печники, пивовары, катальщики валенок, умельцы плести лапти, сочинители частушек.

## Культура и образование
Первая Верхневарженская церковно-приходская школа была открыта в 1860 году, но вскоре закрыта. В 1885 году школа была восстановлена, в 1899 году для неё было выстроено отдельное здание. Современное здание школы в деревне Мякинницыно построено в 1965 году.
В 1934 году церковь в Мякинницыно была закрыта. Со временем местные жители разобрали её на кирпич. 22 мая 2000 года в день Святителя Николая Чудотворца на месте разрушенной церкви был установлен и освящён поклонный крест.
На территории поселения много заброшенных деревень, им посвящён День покинутых деревень. Отмечаются и Дни жилых деревень.